# Jose Francisco García Boscà
Jose Francisco García Boscà   (Alcàntera de Xúquer, 14 de juliol de 1970), més conegut com «el Moro d'Alcàntera», és un pilotaire alcanterí, mitger en la modalitat de raspall. Jugador veterà, va participar en competicions professionals fins als 45 anys, arribant a la final de la XXIII Lliga Professional de Raspall, la seua última competició.

## Palmarés
Professional
- Campió de la Lliga Professional: 1994, 1996, 1999 i 2005
  - Subcampió de la Lliga Professional: 2013[2] i 2016
- Subcampió de l'Individual de Raspall: 2000
  - Subcampió del Gregori Mayans d'Oliva: 2011

Aficionat
- Campió de l'Autonòmic al carrer: 2008, 2009, 2010 i 2011 (per a Rafelbunyol)
- Subcampió de l'Autonòmic en trinquet: 2008 i 2009
- Campió de l'Autonòmic en trinquet:2010